# Чича (деревня)
Чича — деревня в Здвинском районе Новосибирской области. Входит в состав Цветниковского сельсовета.

## География
Площадь деревни — 52 гектара.

## Население
| 2002 | 2007 | 2010 |
| ---- | ---- | ---- |
| 196  | ↘169 | ↘112 |

## Инфраструктура
В деревне по данным на 2007 год функционируют 1 учреждение здравоохранения, 1 образовательное учреждение.